# 马塔霍拉机场
马塔霍拉机场（印尼语：Bandar Udara Matahora），IATA代码：；ICAO代码：，是印度尼西亚东南苏拉威西省瓦卡托比县旺伊旺伊岛上的一座机场，机场是进出临近国际旅游目的地瓦卡托比海上国家公园的门户。
机场于2007年开建，东南苏拉威西省政府为此投资了1000亿印尼盾。2009年5月22日，时任印尼交通部长Jusman Syafii Djamal为机场主持启用开幕式。
飛翼航空是目前唯一在马塔霍拉机场开通航线的航空公司，使用ATR 72-500机型执飞通往肯达里和望加锡的航线。

## 航空公司和目的地
| 航空公司 | 目的地         |
| -------- | -------------- |
| 飛翼航空 | 肯达里、望加锡 |

## 扩建
前印尼交通部长Ignasius Jonan于2016年5月8日启用了一座新的航站楼。新航站楼面积1,524㎡，可容纳150人。新设施包括更宽敞的候机室、更现代化的值机柜台和更卫生的厕所。其他地面设施包括用于救护和消防的建筑、一座无方向性信标台、一栋检疫楼和一个更宽敞的停车区。停机坪扩大到103 m x 73 m以容纳更大型的飞机，一条107 m x 18 m的滑行道已建成，X射线行李安检仪等安全相关设施得到完善。未来可能进一步扩建跑道以应对更大型的飞机。

## 资料来源
1. ↑  .   [2010-10-27]. （原始内容存档于2011-07-23）.
2. ↑  .   [2017-05-29]. （原始内容存档于2017-03-07）.